# Perriers-en-Beauficel
Perriers-en-Beauficel is een gemeente in het Franse departement Manche (regio Normandië) en telt 223 inwoners (2005). De plaats maakt deel uit van het arrondissement Avranches.

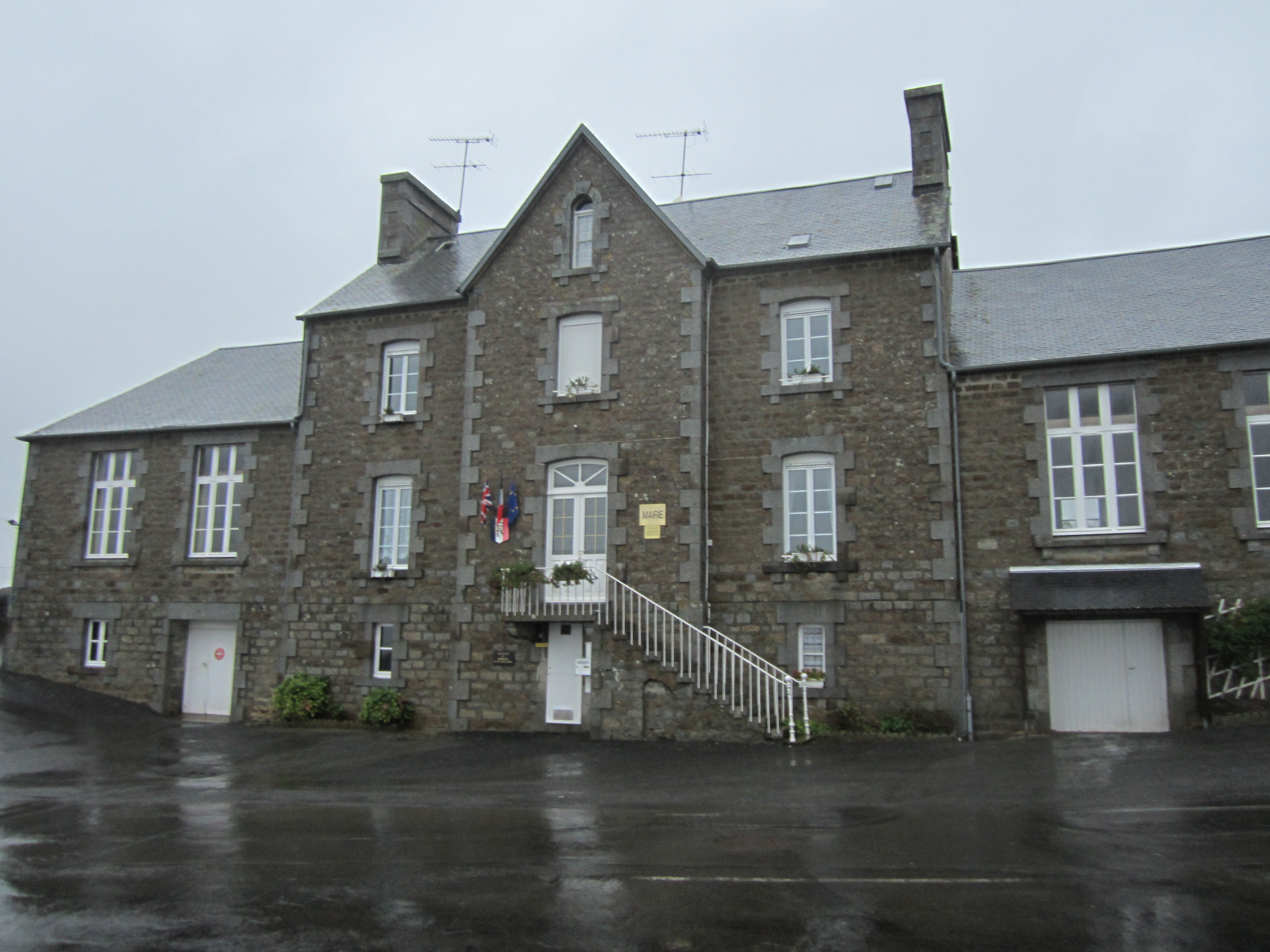
Gemeentehuis
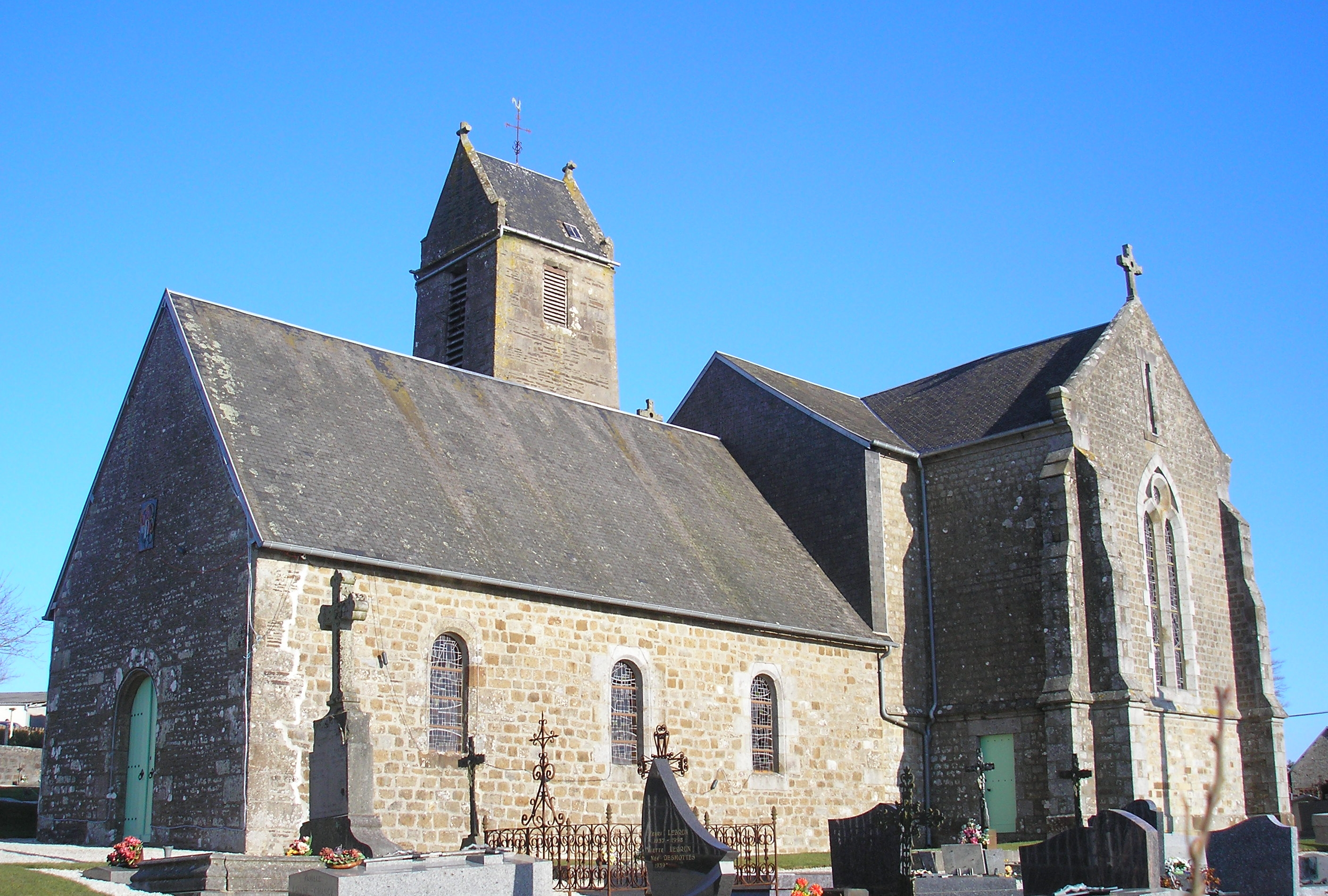
Kerk van Perriers-en-Beauficel

## Geografie
De oppervlakte van Perriers-en-Beauficel bedraagt 9,4 km², de bevolkingsdichtheid is 23,7 inwoners per km².
De onderstaande kaart toont de ligging van Perriers-en-Beauficel met de belangrijkste infrastructuur en aangrenzende gemeenten.

## Demografie
Onderstaande figuur toont het verloop van het inwonertal (bron: INSEE-tellingen).

1. ↑  Populations de référence 2022.